# Sternoklavikulargelenk

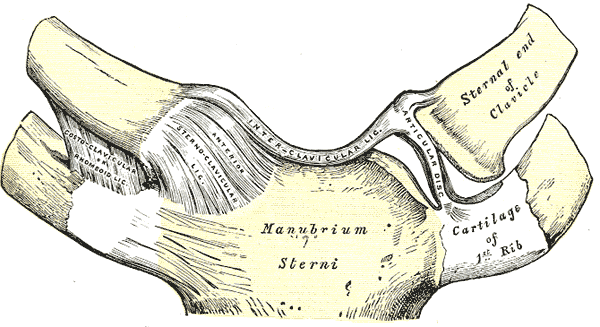
Sternoklavikulargelenk

Das Sternoklavikulargelenk (von anatomisch (lat.) Articulatio sternoclavicularis, Brustbein-Schlüsselbein-Gelenk, auch mediales Schlüsselbeingelenk) ist die gelenkige Verbindung zwischen dem Brustbein (Sternum) und dem Schlüsselbein (Clavicula). Es liegt am halsseitigen Ende des Brustbeins und überragt dessen oberen Rand, weshalb es durch die Haut sicht- und tastbar ist. Es ist die einzige knöcherne Verbindung der oberen Extremität mit dem Rumpf.
Die Gelenkpfanne wird durch ein seichtes Grübchen im „Handgriff“ des Brustbeins (Manubrium sterni) gebildet. Die Gelenkflächen des Sternoklavikulargelenks sind unregelmäßig, zwischen ihnen liegt in der Regel eine vollständige Knorpelscheibe (Discus articularis), sodass das Gelenk funktionell ein Kugelgelenk ist. Das Schlüsselbein kann sich in der Frontalebene und in der Transversalebene bewegen und sich um die eigene Achse rotieren. Die Stabilität des Gelenks stellen mehrere Bänder (Ligamentum sternoclaviculare anterius, Ligamentum sternoclaviculare posterius, Ligamentum interclaviculare und Ligamentum costoclaviculare) her.
Unter dem Sternoklavikulargelenk liegt die knorplige Verbindung des Brustbeins mit der ersten Rippe. Hinter dem Sternoklavikulargelenk liegt die vordere Grenze des Brustfells und der Venenwinkel (Zusammenfluss der Vena jugularis interna mit der Vena subclavia), in den links der Ductus thoracicus, rechts der Ductus lymphaticus dexter münden. Unmittelbar hinter dem rechten Sternoklavikulargelenk liegt die Aufzweigung des Truncus brachiocephalicus in die Arteria subclavia und die Arteria carotis communis.

## Pathologie
Luxationen des Sternoklavikulargelenks sind selten. Bei Schlüsselbeinfrakturen kommt es zu einer typischen Verlagerung. Sehr selten ist eine Osteonekrose des medialen Claviculaendes (Morbus Friedrich). Auch eine Arthrose tritt selten auf, diese bereitet dann bei Anheben des Armes über etwa 80° zur Seite Schmerzen, weil sich dann die Clavicula im Sternoklavikulargelenk dreht. Eine Endoprothese des Sternoklavikulargelenkes wurde beschrieben. Etwas häufiger kommt es vor allem bei jüngeren Frauen zu einer schmerzhaften Schwellung des Sternoklavikulargelenkes und der angrenzenden Rippen-Brustbein-Übergänge, verbunden mit einer Hyperostose. Diese Erkrankung zählt zum rheumatischen Formenkreis um das SAPHO-Syndrom – bei ungenauer Klassifizierung und zahlreichen Synonymen. Therapeutisch wird meist eine nichtsteroidale Schmerztherapie, z. B. mit Diclofenac oder Ibuprofen, eingesetzt. 